# Rolpe Dorje
Karmapa
Rangjung Dorje Deshin Shekpa
Rolpe Dorje (tibétain : རོལ་པའི་རྡོ་རྗེ་ེ་, Wylie : rol pa'i rdo rje),  14 avril 1340-21 août 1383, est le 4e Karmapa.

## Biographie
Rolpe Dorjé est né à A-la Rong dans la province de Kongpo au Tibet le 8e jour du 3e mois de l'année du tigre de fer (14 avril 1340). Dès sa naissance, il se serait levé et aurait récité le mantra de Tchenrézi Om mani padme hum. 
Le secrétaire du précédent Karmapa, Rinchen Pal, découvrit l'enfant en se basant sur des instructions concernant la prochaine réincarnation.
À l'âge de 12 ans, lors d'un voyage au Tibet central, il rencontra Yungtön Dorjé Pal qui était l'héritier spirituel du 3e Karmapa, et l'un des maillons du Rosaire d'Or. Le jeune Karmapa lui raconta plusieurs événements relatif à son prédécesseur. Cela persuada Yungtön que le garçon était l'authentique réincarnation de son Maître. Rolpe Dorjé reçut de Yungtön les transmissions formelles des lignées Kagyupa et Nyingmapa.
À 19 ans, il accepta l'invitation de Toghon Temur pour se rendre en Chine. Après un long voyage et de nombreuses étapes où il donna des enseignements, il arriva au palais impérial. Lors de son séjour et voyage en Chine, il enseigna durant 3 ans et y établit de nombreux temples et monastères.
À son retour au Tibet, pendant qu'il se trouvait dans la région de Tsongkha, le 4e Karmapa conféra l'ordination laïque à un enfant dont il prédit qu'il aurait une grande importance pour le bouddhisme tibétain. Il s'agit de Kunga Nyingpo — "Tsong Khapa" - le futur fondateur de l'école Gelugpa, célèbre pour les dalaï-lamas.
Lorsque Temur mourut, la dynastie mongole prit fin et fut remplacée par la dynastie Ming. Le nouvel empereur invita en Chine le 4e Karmapa, qui déclina l'invitation mais y envoya un grand Lama. Le 4e Karmapa composa de merveilleux chants mystiques au cours de sa vie, et il fut un poète accompli, fondé dans la poésie indienne.
Il est mort le 15e jour du 7e mois de l'année de la truie d'eau (21 août 1383).
On s'en souvient aussi parce qu'il créa une immense peinture (thangka) en suivant la vision d'un de ses étudiants, qui avait imaginé une représentation du Bouddha sur 100 mètres.

## Un monastère célèbre du4eKarmapa

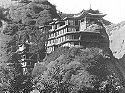
Shadzong Ritro en Amdo

Sharstong Ritreu ou Shadzong Ritro, un des monastères les plus célèbres du Tibet, a été fondé par le 4e Karmapa sur une montagne dominant le village de Taktser, dans l’ancien province tibétaine de l’Amdo.
Ce monastère a été construit sur un escarpement d’un pic de 150 mètres. C’est en ce lieu que le 4e Karmapa conféra les premiers vœux (Upāsaka) à Tsongkhapa (1357-1419), le futur réformateur du bouddhisme tibétain. Lors de cette cérémonie, le Karmapa coupa une mèche de cheveux de l’enfant, puis la lança sur un rocher proche de la grotte où il vivait, créant une fissure dans la roche. Un genévrier exhalant une odeur de chevelure humaine et encore visible de nos jours aurait poussé dans l’anfractuosité .